# Jakov Bašić
Jakov Bašić (Zagabria, 25 novembre 1996) è un calciatore croato, centrocampista del Zorja.

## Biografia
Nato a Zagabria, anche suo fratello gemello Toma è un calciatore.

## Carriera
Nel 2015 si trasferisce negli USA ottenendo una borsa di studio accademica e sportiva attraverso alla quale si dedica al calcio per poi, nel gennaio 2019, accasarsi per una mezza stagione all'Hajduk Spalato II. Debutta per la squadra riserve dei Bili il 3 marzo seguente subentrando a Tonio Teklić nel match di 2. HNL perso contro il Dugopolje. Nel luglio dello stesso anno si trasferisce proprio tra le file del Dugopolje. Dopo due stagioni nei Dugopoljci si accasa nel Hrvatski Dragovoljac facendo così il suo esordio in 1. HNL il 23 luglio 2021 nella sconfitta interna per mano della Dinamo Zagabria (0-4). Conclusa la breve parentesi nei Crni dopo soli pochi mesi si trasferisce nel Rudeš dove ottiene 24 presenze e 4 reti tra coppa e campionato. Il 1º giugno 2022 firma un contratto biennale con il Slaven Belupo per poi, nel giugno dell'anno seguente, rescindere consensualmente il contratto con i Farmaceuti. Nel luglio seguente fa il suo ritorno nel neopromosso Rudeš.